# Earphoria
Earphoria es un compilado de conciertos y rarezas de la banda estadounidense The Smashing Pumpkins, publicado el 4 de octubre de 1994 y reeditado el 17 de diciembre del 2002 con la disquera Virgin Records.
La primera edición acompañaba al Vieuphoria, fue una edición limitada.

## Lista de canciones
1. «Sinfony»
2. «Quiet» - Live in Atlanta 1993
3. «Disarm» - Live on English TV 1993
4. «Cherub Rock» - Live on MTV Europe 1993
5. «Today» - Live in Chicago 1993
6. «Bugg Superstar»
7. «I Am One» - Live in Barcelona 1993
8. «Pulseczar»
9. «Soma» - Live in London 1994
10. «Slunk» - Live on Japanese TV 1992
11. «French Movie Theme»
12. «Geek U.S.A.» - Live on German TV 1993
13. «Mayonaise» - (acoustic), Live Everywhere 1988 - 1994
14. «Silverfuck/Over the Rainbow» - Live in London 1994
15. «Why Am I So Tired?»

Nota:
- Bugg es el nombre del perro de James Iha.

- Datos: Q2705996